# Буве, Петер
Петер Буве (нидерл. Peter Boeve; родился 14 марта 1957, Ставерден) — нидерландский футболист и футбольный тренер. Играл на позиции защитника. Выступал за клубы «Витесс», «Аякс» и «Беерсхот».

## Биография

### Карьера игрока
Питер Буве начал свою футбольную карьеру в 1976 году в клубе «Витесс» из города Арнем, но в первый год в клубе Петер в матчах не выступал, команда на тот момент играла во втором нидерландском дивизионе. После того, как «Витесс» поднялся дивизионом выше, у Буве появился шанс проявить себя, в сезоне 1977/1978 Петер провёл 14 матчей и забил 2 мяча. В сезоне 1978/1979 Буве после 20 проведённых матчей за «Витесс» перешёл в амстердамский «Аякс», в котором к этому времени было много травмированных защитников. Попав в «Аякс», Петер очень быстро закрепился в основном составе. С 1979 по 1987 год Буве был неотъемлемой частью обороны «Аякса», Петер провёл 296 официальных матчей, из которых 228 матча были сыграны в чемпионате Нидерландов.
16 сентября 1987 года в матче против ирландского «Дандолка» Буве получил серьёзную травму, в столкновении с противником он сломал одно из рёбер, травма усугубилась до повреждения лёгих. После этого он никогда не возвращался в основной состав, после нескольких матчей за вторую команду «Аякса» Петер решил уйти из команды.
В 1987 году, перейдя в бельгийский «Беерсхот», Буве провёл 16 матчей в чемпионате Бельгии, после которых в 1988 году завершил свою профессиональную карьеру.

### Тренерская карьера
После окончания игровой карьеры Буве занялся тренерской работой, став тренером юношеской команды «Витесс» в 1996 году. В 1997 году Петер стал главным тренером «Валвейка», но под руководством Буве команда плохо выступала в национальном первенстве, в сезонах 1997/1998 и 1998/1999 «Валвейк» занимал лишь 16 место.
После своей отставки из «Валвейка» Петер был ассистентом главного тренера Ко Адриансе в клубе «Виллем II», но спустя год, в 2000 году Буве стал ассистентом главного тренера «Аякса» Ко Адриансе, с которым он уже ранее работал. В декабре 2001 года Ко Адриансе и Петер Буве покинули «Аякс». Буве позже стал главным тренером «Зволле», и в «Зволле» Петер не достиг успехов, сезон 2002/2003 команда заняла лишь 16 место, а годом позже и вовсе покинула высший дивизион.
С 1 июля 2007 по 28 января 2009 года Буве являлся главным тренером клуба «Омниворлд» из города Алмере. Петер был уволен из-за не слишком хороших выступлений клуба.

## Статистика

### Матчи Буве за сборную Нидерландов
| Матчи Буве за сборную Нидерландов | Матчи Буве за сборную Нидерландов | Матчи Буве за сборную Нидерландов | Матчи Буве за сборную Нидерландов | Матчи Буве за сборную Нидерландов | Матчи Буве за сборную Нидерландов |
| --------------------------------- | --------------------------------- | --------------------------------- | --------------------------------- | --------------------------------- | --------------------------------- |
| №                                 | Дата                              | Соперник                          | Счёт                              | Голы Буве                         | Соревнование                      |
| 1                                 | 25 мая 1982                       | Англия                            | 0:2                               | —                                 | Товарищеский матч                 |
| 2                                 | 1 сентября 1982                   | Исландия                          | 1:1                               | —                                 | Чемпионат Европы 1984 (отбор)     |
| 3                                 | 10 ноября 1982                    | Франция                           | 1:2                               | —                                 | Товарищеский матч                 |
| 4                                 | 19 декабря 1982                   | Мальта                            | 6:0                               | —                                 | Чемпионат Европы 1984 (отбор)     |
| 5                                 | 16 февраля 1983                   | Испания                           | 0:1                               | —                                 | Чемпионат Европы 1984 (отбор)     |
| 6                                 | 27 апреля 1983                    | Швеция                            | 0:3                               | —                                 | Товарищеский матч                 |
| 7                                 | 7 сентября 1983                   | Исландия                          | 3:0                               | —                                 | Чемпионат Европы 1984 (отбор)     |
| 8                                 | 21 сентября 1983                  | Бельгия                           | 1:1                               | —                                 | Товарищеский матч                 |
| 9                                 | 12 октября 1983                   | Ирландия                          | 3:2                               | —                                 | Чемпионат Европы 1984 (отбор)     |
| 10                                | 16 ноября 1983                    | Испания                           | 2:1                               | —                                 | Чемпионат Европы 1984 (отбор)     |
| 11                                | 17 декабря 1983                   | Мальта                            | 5:0                               | —                                 | Чемпионат Европы 1984 (отбор)     |
| 12                                | 14 ноября 1984                    | Австрия                           | 0:1                               | —                                 | Чемпионат мира 1986 (отбор)       |
| 13                                | 23 декабря 1984                   | Кипр                              | 1:0                               | —                                 | Чемпионат мира 1986 (отбор)       |
| 14                                | 27 февраля 1985                   | Кипр                              | 7:1                               | —                                 | Чемпионат мира 1986 (отбор)       |
| 15                                | 12 марта 1986                     | ГДР                               | 1:0                               | —                                 | Товарищеский матч                 |
| 16                                | 14 мая 1986                       | ФРГ                               | 1:3                               | —                                 | Товарищеский матч                 |

Итого: 16 матчей / 0 голов; 8 побед, 2 ничьи, 6 поражений.

### Достижения
- Чемпион Нидерландов: 1980, 1982, 1983, 1985
- Обладатель кубка Нидерландов: 1983, 1986, 1987
- Обладатель кубка УЕФА: 1987